# ضبة بن محصن
ضبة بن محصن العنزي تابعي بصري، و راوي حديث قليل الحديث. ذكره ابن حبان في الثقات.

## روايته للحديث النبوي
- روى عن: عمر بن الخطاب، وأبي موسى الأشعري، وأبي هريرة، وأم سلمة.
- روى عنه: الحسن البصري، وعَبْد اللَّهِ بن يزيد بن الأقنع الباهلي، وعبد الرحمن بن أبي ليلى، وقتادة بن دعامة، وميمون بن مهران.[3]
- الجرح والتعديل: وقال محمد بن سعد البغدادي: «قليل الحديث»، وقال ابن حجر العسقلاني في الإصابة في تمييز الصحابة: «تابعيّ مشهورٌ، له إدراك»،[4] وذَكَره ابن خلفون في جملة الثقات، وَقَال: هو ثقة مشهور، وَقَال الذهبي في «الكاشف»: «ثقة». وَقَال ابن حجر في تقريب التهذيب: «صدوق»، ذكره ابن حبان في الثقات، روى له مسلم بن الحجاج وأبو داود والترمذي.[3]